# Emmascarament freqüencial
L'emmascarament freqüencial és la disminució de la sonoritat d'un to a una certa freqüència, en presència d'un altre to simultani a una freqüència diferent. És a dir, quan l'oïda és exposada a dos o més sons de diverses freqüències, existeix la possibilitat que un d'ells camufli els altres i, per tant, que aquests no se sentin. Aquest fenomen s'aprofita per a comprimir àudio (vegeu llindar d'emmascarament).

Anatomia de l'oïda

Aquest fenomen perceptiu pot explicar-se de manera simplificada considerant com varia l'excitació de la membrana basilar de l'orella segons la freqüència. Aquesta membrana vibra, en funció de la tonalitat, més a prop o més lluny de la finestra oval. A més freqüència, tons aguts, el màxim desplaçament de la membrana basilar és més proper a la finestra oval que no pas per un to de baixa freqüència, un to greu. Això explica per què aquest fenomen no és simètric. Un to greu n'emmascara un d'agut amb més facilitat.
A la figura inferior es pot veure un exemple per a 4 tons de freqüències diferents.

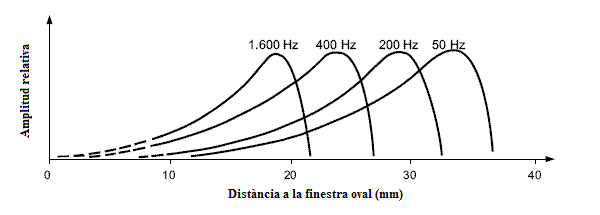
Amplitud relativa del desplaçament de la membrana basilar en funció de la distància a la finestra oval, per a 4 tons de freqüències diferents

## Representació de diferents combinacions
A continuació es representa l'amplitud relativa del desplaçament de la membrana basilar en funció de la distància a la finestra oval per a diferents combinacions de tons purs.

### Freqüències diferents a la mateixa amplitud
En el cas de tenir dos tons a la mateixa pressió sonora (vegeu amplitud) es pot comprovar com f2 (to greu) emmascara molt més f1 (to agut) que no pas a l'inrevés. L'emmascarament no és simètric respecte la freqüència.

### Baixa freqüència emmascara a alta freqüència
En el cas que el to greu tingui més nivell d'amplitud, encara farà més clar l'emmascarament d'aguts. En aquest cas el to agut és totalment emmascarat pel greu.

### Alta freqüència no emmascara a baixa freqüència
En aquesta combinació, tot i augmentar l'amplitud del to agut respecte al greu, f1 quasi no afecta a f2, per tant l'emmascarament del to greu és mínim.

### Conclusions
Com a conseqüència podem extreure que, un to de baixa freqüència pot emmascarar a un altre de freqüència més elevada, i més a mesura que sigui més gran el nivell pressió del to més greu, ja que la zona de freqüències coberta per la seva cua serà molt més extensa. En canvi, la situació inversa no es pot donar per molt elevat que sigui el nivell del to d'alta freqüència.

## Quantitat d'emmascarament
La quantitat d'emmascarament es defineix com l'increment de nivell del senyal emmascarada necessari per poder sentir-la novament en presència del senyal emmascarant. Aquesta quantitat depèn, en el cas de diversos tons, directament de les freqüències associades i el nivell del to emmascarant.

## Relació amb el concepte de banda crítica
Cal establir una relació entre l'efecte d'emmascarament i el concepte de banda crítica. Si bé fins ara s'ha descrit el fenomen d'emmascarament entre dos tons purs, a continuació s'analitzarà des del punt de vista d'excitació de bandes crítiques, considerant afirmacions que gaudeixen d'una acceptació universal fruit del treball de molts investigadors.
1. Un soroll de banda estreta provoca més emmascarament que un to pur de la mateixa intensitat i de freqüència igual a la freqüència central del soroll.
2. A mesura que el nivell de soroll emmascarant augmenta, també ho fa la banda de freqüències sobre la qual exerceix efecte l'emmascarador.
3. Les freqüències superiors a la freqüència central del soroll emmascarant són emmascarades més fàcilment que les inferiors.